# Kommando Regionale Sanitätsdienstliche Unterstützung
Das Kommando Regionale Sanitätsdienstliche Unterstützung (Kdo RegSanUstg) ist eine dem Kommando Gesundheitsversorgung der Bundeswehr nachgeordnete Kommandobehörde. Es ist im Unterstützungsbereich das truppen- und fachdienstliche Führungskommando für die 13 Sanitätsunterstützungszentren mit ihren 15 Sanitätsstaffeln Einsatz, 11 Facharztzentren, 129 Sanitätsversorgungszentren mit 17 abgesetzten Arztgruppen und das Zentrum für Sportmedizin der Bundeswehr. Es stellt die ambulante ärztliche und zahnärztliche Versorgung der Soldaten im Inland sowie die Ausbildungs- und Übungsunterstützung der Streitkräfte sicher. Darüber hinaus stellt es Kräfte für die sanitätsdienstliche Einsatzversorgung (Ebene/Role 1) bereit.
Die Aufstellung des Kommandos erfolgte im Rahmen der Neuausrichtung der Bundeswehr am 1. Januar 2013 in Diez. Die Indienststellung fand am 9. Januar 2013 im Rahmen eines Aufstellungsappells durch den Inspekteur des Sanitätsdienstes der Bundeswehr, Generaloberstabsarzt Ingo Patschke in Anwesenheit der Staatssekretärin im Ministerium des Innern und für Sport Rheinland-Pfalz, Heike Raab statt. Die Führung des Kommandos wurde Generalarzt Dirk Raphael übertragen.
Das Kommando hat seinen Sitz im Schloss Oranienstein.

## Geschichte
Im Rahmen der Neuausrichtung der Bundeswehr wurde das Kommando Regionale Sanitätsdienstliche Unterstützung zur Einnahme der neuen Struktur des Zentralen Sanitätsdienstes der Bundeswehr aufgestellt. Das Kommando übernahm Teile der Aufgaben des aufgelösten Sanitätsamtes der Bundeswehr sowie der aufgelösten Sanitätskommandos. Das Sanitätskommando I und das Sanitätskommando IV waren dem Kommando Regionale Sanitätsdienstliche Unterstützung bis zu deren Auflösung unterstellt. Dem Kommando wurden die bislang von den Sanitätskommandos II und III geführten Regionalen Sanitätseinrichtungen unterstellt.

## Führung
Der Kommandeur Kommando Regionale Sanitätsdienstliche Unterstützung führt die Dienststelle. Er ist dem Inspekteur des Sanitätsdienstes der Bundeswehr truppen- und fachdienstlich unterstellt. Dem Kommandeur unterstehen im Kommando der Stellvertreter des Kommandeurs und Chef des Stabes, der Beauftragte für die Primärarztversorgung, der Kommandozahnarzt und der Kommandobetriebsarzt.
| Kommandeur Kommando Regionale Sanitätsdienstliche Unterstützung | Kommandeur Kommando Regionale Sanitätsdienstliche Unterstützung | Kommandeur Kommando Regionale Sanitätsdienstliche Unterstützung | Kommandeur Kommando Regionale Sanitätsdienstliche Unterstützung |
| Nr.                                                             | Name                                                            | Beginn der Amtszeit                                             | Ende der Amtszeit                                               |
| --------------------------------------------------------------- | --------------------------------------------------------------- | --------------------------------------------------------------- | --------------------------------------------------------------- |
| 1                                                               | Generalstabsarzt Dirk Raphael                                   | 1. Januar 2013                                                  | 1. Dezember 2016                                                |
| 2                                                               | Generalstabsarzt Armin Kalinowski                               | 1. Dezember 2016                                                | 19. Mai 2025                                                    |
| 3                                                               | Generalarzt Matthias Grüne                                      | 19. Mai 2025                                                    | –                                                               |

| Stellvertreter des Kommandeurs Kommando Regionale Sanitätsdienstliche Unterstützung | Stellvertreter des Kommandeurs Kommando Regionale Sanitätsdienstliche Unterstützung | Stellvertreter des Kommandeurs Kommando Regionale Sanitätsdienstliche Unterstützung | Stellvertreter des Kommandeurs Kommando Regionale Sanitätsdienstliche Unterstützung |
| Nr.                                                                                 | Name                                                                                | Beginn der Amtszeit                                                                 | Ende der Amtszeit                                                                   |
| ----------------------------------------------------------------------------------- | ----------------------------------------------------------------------------------- | ----------------------------------------------------------------------------------- | ----------------------------------------------------------------------------------- |
| 1                                                                                   | Generalarzt Stephan Schmidt                                                         | 1. Januar 2013                                                                      | 30. Juni 2014                                                                       |
| 2                                                                                   | Generalarzt Gesine Krüger                                                           | 1. Juli 2014                                                                        | 11. Mai 2016                                                                        |
| 3                                                                                   | Generalarzt Almut Nolte                                                             | 1. Juni 2016                                                                        | 7. September 2018                                                                   |
| 4                                                                                   | Generalarzt Bernhard Groß                                                           | 7. September 2018                                                                   | 1. April 2020                                                                       |
| 5                                                                                   | Generalarzt Jens Diehm                                                              | 1. April 2020                                                                       | 11. Januar 2022                                                                     |
| 6                                                                                   | Generalarzt Jürgen Meyer                                                            | 12. Januar 2022                                                                     | April 2023                                                                          |
| 7                                                                                   | Generalarzt Rolf von Uslar                                                          | April 2023                                                                          | Oktober 2024                                                                        |
| 8                                                                                   | Generalarzt Matthias Grüne                                                          | Oktober 2024                                                                        | 19. Mai 2025                                                                        |

## Unterstellte Dienststellen
Das Kommando führt unmittelbar 13 Sanitätsunterstützungszentren (SanUstgZ):
- Sanitätsunterstützungszentrum Augustdorf
- Sanitätsunterstützungszentrum Berlin
- Sanitätsunterstützungszentrum Cochem
- Sanitätsunterstützungszentrum Erfurt
- Sanitätsunterstützungszentrum Hammelburg
- Sanitätsunterstützungszentrum Kiel
- Sanitätsunterstützungszentrum Köln-Wahn
- Sanitätsunterstützungszentrum Kümmersbruck
- Sanitätsunterstützungszentrum München
- Sanitätsunterstützungszentrum Munster
- Sanitätsunterstützungszentrum Neubrandenburg
- Sanitätsunterstützungszentrum Stetten am kalten Markt
- Sanitätsunterstützungszentrum Wilhelmshaven
- Zentrum für Sportmedizin der Bundeswehr in Warendorf

Seit dem 1. Januar 2014 ist dem Kommando zudem das Zentrum für Sportmedizin der Bundeswehr unterstellt.
Von den Sanitätsunterstützungszentren werden insgesamt 129 Sanitätsversorgungszentren (SanVersZ), 15 Facharztzentren und 15 Sanitätsstaffeln Einsatz (SanStff Eins) im gesamten Bundesgebiet geführt. Zudem gibt es 21 von den Sanitätsversorgungszentren abgesetzte Arztgruppen, unter anderem in Bogen, Eutin, Holzminden, Lebach, Lohheide, Minden, Munster (Liegenschaft „Panzertruppenschule“), Oberviechtach, Panker, Sanitz, Viereck, Wildflecken, Wittmund, an den Bundeswehrkrankenhäusern Hamburg und Ulm und Westerstede und am Bundeswehrzentralkrankenhaus Koblenz. Das einzige Sanitätsversorgungszentrum an einem Auslandsstandort der Bundeswehr ist in Illkirchen in Frankreich.
Die Facharztzentren sind unter anderem:
- Facharztzentrum Amberg
- Facharztzentrum Augustdorf
- Facharztzentrum Bonn
- Facharztzentrum Erfurt
- Facharztzentrum Fritzlar
- Facharztzentrum Hannover
- Facharztzentrum Köln-Wahn
- Facharztzentrum Kronshagen
- Facharztzentrum Leipzig
- Facharztzentrum München
- Facharztzentrum Sigmaringen

Geschlossen wurden die Facharztzentren in Hammelburg, Idar-Oberstein, Kümmersbruck und Rostock.
Die Sanitätsstaffeln Einsatz sind:
- Sanitätsstaffel Einsatz Augustdorf
- Sanitätsstaffel Einsatz Bad Reichenhall
- Sanitätsstaffel Einsatz Bad Salzungen[15]
- Sanitätsstaffel Einsatz Bergen[16]
- Sanitätsstaffel Einsatz Frankenberg
- Sanitätsstaffel Einsatz Gardelegen
- Sanitätsstaffel Einsatz Hammelburg
- Sanitätsstaffel Einsatz Idar-Oberstein
- Sanitätsstaffel Einsatz Kümmersbruck
- Sanitätsstaffel Einsatz Köln-Wahn
- Sanitätsstaffel Einsatz Munster
- Sanitätsstaffel Einsatz Oldenburg/Holstein
- Sanitätsstaffel Einsatz Stetten am kalten Markt
- Sanitätsstaffel Einsatz Torgelow
- Sanitätsstaffel Einsatz Wilhelmshaven